# Kalendarz Mariawicki
Kalendarz Mariawicki - mariawicka gazeta wydawana w latach 1908-1914 w Łodzi nakładem Wydawnictwa Ojców Mariawitów i drukowane w łódzkiej drukarni należącej do Kościoła. Jego wydawcą i pierwszym redaktorem był ks. Kowalski. Wydawano je w celu szerzenia informacji wśród społeczności mariawickiej, a także dla umocnienia duchowości odbiorców i motywacji do rozwoju religijnego. Gazetę przestano wydawać z powodu wybuchu I wojny światowej i złej sytuacji materialnej kościoła.